# Lycenchelys cicatrifer
Lycenchelys cicatrifer és una espècie de peix de la família dels zoàrcids i de l'ordre dels perciformes.

## Morfologia
- Els mascles poden assolir 26,2 cm de longitud total.[4][5]

## Hàbitat
És un peix marí i d'aigües profundes que viu fins als 3.060 m de fondària.

## Distribució geogràfica
Es troba al Pacífic oriental: des del Golf de Panamà fins al Perú.

## Observacions
És inofensiu per als humans.